# Il mio amico Eric
(Éric Cantona)
Il mio amico Eric (Looking for Eric) è un film del 2009 diretto da Ken Loach, tratto da un'idea originale di Éric Cantona con sceneggiatura di Paul Laverty.
Questo è il primo film in cui Loach utilizza un espediente soprannaturale (il fatto che Cantona appaia quasi come un fantasma), che si discosta dall'idea classica del suo cinema basato sul racconto documentaristico della vita.

## Trama
Eric, un postino di mezz'età che vive e lavora a Manchester, si trova in un momento critico della sua vita. Trent'anni prima, in preda ad un attacco di panico, aveva abbandonato la moglie Lily e la figlia appena nata. Oggi vive con Ryan e Jess, i due figliastri lasciatigli in custodia dalla seconda ex moglie, con i quali ha un difficile rapporto. La figlia Sam è una ragazza madre in procinto di laurearsi e gli chiede di prendersi cura della nipotina per più tempo; questo per Eric significa dover rivedere Lily dopo tanti anni.
Una sera, mentre Eric è nella sua stanza impegnato ad autocommiserarsi (con l'aiuto di un po' di erba rubata al figliastro), gli si materializza davanti Éric Cantona, il suo idolo del Manchester United, del quale è tifosissimo. Cantona con la sua "filosofia" lo aiuterà ad affrontare il suo passato, riavvicinandosi a Lily, e lo spronerà a chiedere l'aiuto dei suoi colleghi e amici tifosi per togliere dai guai Ryan, che nel frattempo si è messo in affari con un pericoloso criminale.

## Distribuzione
È stato presentato in concorso al 62º Festival di Cannes. Ha vinto il premio Magritte alla migliore coproduzione. Il film è uscito in Italia il 4 dicembre 2009 distribuito da Bim, con un incasso al botteghino di 2814624,00 €.

## Accoglienza
La pellicola ottenne grande successo a Manchester, ma non altrettanto in altre città inglesi, presumibilmente a causa di vecchi rancori tra il Cantona calciatore e le tifoserie locali.

## Riconoscimenti
- 2009 - Festival di Cannes
  - Premio della giuria ecumenica
- 2009 - British Independent Film Awards
  - Miglior attore non protagonista a John Henshaw
- 2011 - Premio Magritte
  - Migliore coproduzione